# Тиберий II
Тиберий (Тиверий) II Константин (умер 14 августа 582) — император Восточной Римской империи с 578 года, родом из Фракии.

## Биография
При Юстине II занимал должность комита экскувитов. В 570 году Юстин поручил ему вести переговоры с аварами, которые проводили постоянные набеги на Византию, переговоры оказались провальными ввиду того что авары нарушали мир бесконечными стычками. Терпение императора лопнуло, и он послал армию во главе с Тиберием против кочевников. Кочевники разгромили византийцев, а Тиберий чуть не попал в плен. Ввиду неудачных войн с персами и аварами и общего расстройства империи тяжело больной Юстин, по совету императрицы Софии, усыновил в 574 году Тиберия и сделал его соправителем, сам же удалился от дел и провёл последние 4 года жизни в уединении.
Вступив на престол, Тиберий присоединил к своему имени популярное имя Константина. Он раздал войскам очень большой донатив, снял пошлины на ввозимые в столицу вино и масло, а на время своего единоличного правления уменьшил на четверть государственные подати. Дары придворным и жителям столицы он назначил весьма щедрые, считая, что скопленные ценой слез и обнищания страны деньги лишь отягощают казну. Царствующая чета, испытывая тревогу из-за щедрости Тиберия, ограничила его строго установленным годовым бюджетом, не позволяя тратить сверх установленной суммы. В религиозной политике был мягким. Он неодобрительно относился к преследованию монофиситов, с другими «еретиками» — иудеями, донатистами и прочими он с неохотой, но позволял церкви расправляться самым жестоким образом, попутно обогащая казну их имуществом. Честолюбивая София не хотела довольствоваться внешним почётом и составила против Тиберия заговор, который был, однако, открыт и подавлен, причём Тиберий обнаружил по отношению к главным виновникам его — Софии и полководцу Юстиниану — неслыханное в Византии великодушие.
Царствование Тиберия прошло в упорных войнах с опасными врагами империи — аварами, славянами и персами. В 577—578 годах славяне разорили Фракию и Элладу. Тиберий благодаря неприязни аварского кагана Бояна и славянского князя Даврита, разрешил аварам пройти по владениям империи и предоставив суда для переправы через Дунай. Славяне были разгромлены, а сам Даврит пал в бою. Но через 3 года славяне вторглись вновь и осели на Балканах; их начали вытеснять только при следующем императоре. В 579 году каган Баян потребовал у Тиберия важную пограничную крепость Сирмий — император ответил отказом, заявив о том, что скорее отдаст кагану собственную дочь, чем такую важную крепость.   
Всё же Тиберию пришлось уступить Сирмий, который был сдан после трёхлетней осады с выплатой общей суммы в 240 000 солидов. Это решило судьбу северных провинций империи. В то же время славяне не только продолжили свои набеги, но и стали поселяться на Балканах.
Тиберий II столкнулся с продвижением лангобардов в Италию и, не сумев остановить их завоевания, в 579 году был вынужден заключить с ними примирение. Также он пытался поддерживать Гундовальда, незаконнорожденного сына франкского короля Хлотаря I и претендента на трон, который нашел убежище в Константинополе при Юстине II, и организовал интервенцию, которая в конечном счете потерпела неудачу.
Более удачно шли дела на Востоке. Ещё будучи соправителем Юстина, Тиберий добился перемирия с персами на 5 лет в 575 году, из которого, впрочем, была исключена Армения. Этим временем он воспользовался для формирования военных сил. Когда Хосров I Ануширван попытался вторгнуться из Армении в Каппадокию, то при Мелитене встретил сильное византийское войско, был разбит Юстинианом в 576 году и с трудом спасся за Евфратом. Через Грузию и Персидскую Армению византийцы дошли до Каспийского моря, но в Армении византийская армия, набранная из варваров, вела себя хуже персов, грабя местное население. В результате персидские войска во главе с Тамхосровом разгромили византийцев, переговоры были сорваны, но в 578 году их полководец Маврикий одержал победу в Месопотамии и завоевал Сингару. Между тем воцарился Тиберий и предложил старому Хосрову мир. Переговоры о мире были прерваны в 579 году за смертью персидского царя, преемник которого, надменный Ормизд IV, продолжил войну. В 581 году Маврикий одержал над персами блестящую победу при Константине. Тиберий щедро наградил Маврикия и выдал за него свою дочь Константину.
В 582 году Тиберий тяжело заболел то ли из-за плохо приготовленной пищи, то ли из-за отравления. Поначалу он хотел разделить империю, отдав восточные провинции Маврикию, а западные — Герману, родственнику Юстиниана I. Но в итоге он объявил наследником престола Маврикия и на следующий день скончался.
Занятый на двух театрах войны, Тиберий не мог оказать деятельной помощи Италии против лангобардов; посольство к нему римского патрикия Памфрония осталось без последствий. Чрезмерное напряжение при Юстиниане I сил государства, направленных к выполнению грандиозного завоевательного плана, объясняет политическую слабость империи при его преемниках. Всё внимание Тиберия, как и его предшественника, было направлено на укрепление границ и на врачевание общественных и экономических язв. Это был в высшей степени разумный правитель, которому преждевременная смерть помешала привести в исполнение много хороших мер. Желая ослабить значение наёмников — преобладающего элемента в армии, — Тиберий составил корпус из купленных на невольничьем рынке рабов; корпус этот, носивший имя императора, вошёл в состав его «домашних» войск, в числе до 15000 человек; командиром их был Маврикий.